# Keeley Hazell
Keeley Rebecca Hazell rođena 18. rujna 1986. u Velikoj Britaniji, London, po zanimanju supermodel.
Godine 2004. pobijedila je na natejcanju za najljepše grudi koje je organizirao britanski tabloid "Sun" i od tada njena karijera doživljava vrtoglavi uspon. Niska za manekenku (168 cm) odlučila se za karijeru fotomodela. Na listi najljepših žena sajta AskMen.com zauzela je 2007. visoko 13. mjesto. 

## Korisni linkovi
- Official Website